# Logone
Logone (anglicky Logone River) je řeka v Kamerunu a v Čadu. Je to levý přítok Šari (povodí Čadského jezera). Od pramene své zdrojnice Mbere je 965 km dlouhá.

## Průběh toku
Vzniká soutokem řek Mbere a Pende.

## Vodní režim
Při silných povodních stéká část vody přes systém průtoků a řeku Majo-Kebbi do řeky Benue (povodí Nigeru).

## Využití
Vodní doprava je možná v období dešťů (červen – srpen) pod městem Bongora.